# The Swinger
The Swinger is een Amerikaanse filmkomedie in Technicolor uit 1966 onder regie van George Sidney.

## Verhaal
Kelly Ollson is een jong schrijfstertje dat haar nette verhalen niet kwijt kan bij uitgevers, zo ook niet bij Girl-Lure, een mannenblad vol glanzend bloot. Daarop besluit ze te doen alsof ze slecht en verdorven is, hopend dat uitgever Ric Colby dan wel interesse in haar toont. Ze schrijft over haar 'ervaringen' als losbandige dame en aanvankelijk gelooft Ric niets van haar bedrog. Om die reden besluit ze haar nieuwe imago volledig te omarmen en maakt ze diverse seksueel getinte avonturen mee om haar verzonnen verdorvenheden te bewijzen. Ric neemt haar daarop onder zijn hoede en is dusdanig geschrokken, dat hij van haar weer een nette jongedame wil maken.

## Rolverdeling
| Acteur            | Personage                 |
| ----------------- | ------------------------- |
| Ann-Margret       | Kelly Olsson              |
| Anthony Franciosa | Ric Colby                 |
| Robert Coote      | Sir Hubert Charles        |
| Yvonne Romain     | Karen Charles             |
| Horace McMahon    | Detective Sergeant Hooker |
| Mary LaRoche      | Mrs. Olsson               |

## Achtergrond
De film werd gemaakt als vehikel voor Ann-Margret, toentertijd in de hoogtijdagen van haar faam; George Sidney, die haar eerder regisseerde in Bye Bye Birdie (1963) en Viva Las Vegas (1964), schreef het script binnen tien dagen.
De oordelen van de Nederlandse pers waren destijds wisselvallig. Criticus van Algemeen Handelsblad noemde de film 'routinewerk'; recensent van De Telegraaf daarentegen noemde het een 'pretentieloos amusant filmpje'. Criticus van De Tijd noemde de film 'kinderachtig': "Nog nooit hebben we zo'n preutse film gezien, waarin zo hardnekkig over erotiek wordt gesproken als in The Swinger, een als komedie bedoeld brok verveling in Technicolor. [..] Hoogstens is de film interessant als proeve van de huichelachtige manier, waarop Hollywood inzake de erotiek met Frankrijk en Zweden probeert te concurreren. Ook kan men waardering hebben voor de knappe techniek, waarmee deze onzin is gefotografeerd en gemonteerd."
Andere recensenten waren positiever gestemd: Recensent van Trouw schreef dat "het gevalletje uitbundig in elkaar [is] gezet, met een dansje, een liedje, verwarde toestanden, en aardige grapjes. George Sidney liet vlot blijken, dat het maar voor de leut is. Ann-Margret is een behoorlijk zingend en dansend guitig persoontje, Tony Franciosa lijkt er een tamelijk vervelende minnaar bij. Het is licht en oppervlakkig vermaak voor een verloren uurtje." Criticus van Het Parool schreef: "In het begin lijkt het even een satire te worden op het Californië van de verstopte achtbaansautowegen, non-stop striptease en de toploze bikini. Maar dat duurt niet lang. Moeiteloos verandert de film in een musical en dan - voor je het weet - achtereenvolgens in een rondborstige seksklucht, een rechtlijnige komedie en ten slotte in een chaos, die teruggrijpt naar de onversneden Hellzapoppin-stijl. [..] Mede dankzij Ann-Margret, die met zichtbaar gemak meeslepend vulgair in de weer is, leveren [de activiteiten in de film] een aantal amusante scènes op, waaraan qua kleur en beweging heel wat valt af te zien. Op hoeveel nauwelijks uitgewerkte gedachten de film ook hinkt, duidelijk is dat George Sidney er met grote inzet en veel plezier zijn vakmanschap aan heeft besteed. Alleen al een enkel slim gebracht dansnummer op beat-muziek verraadt een feeling voor show, die in ons land nog onbereikbaar lijkt. Natuurlijk, het slaat allemaal in het geheel nergens op wat The Swinger te zien geeft - maar dat is nu het het aardige van zo'n film."